# Gabriel Leș
Gabriel Beniamin Leș, né le 23 décembre 1975, est un homme politique roumain, membre du Parti social-démocrate (PSD).

## Biographie
Il est sénateur depuis décembre 2016 et ministre de la Défense nationale de janvier à juin 2017 et depuis novembre 2018.